# Shreyansanath

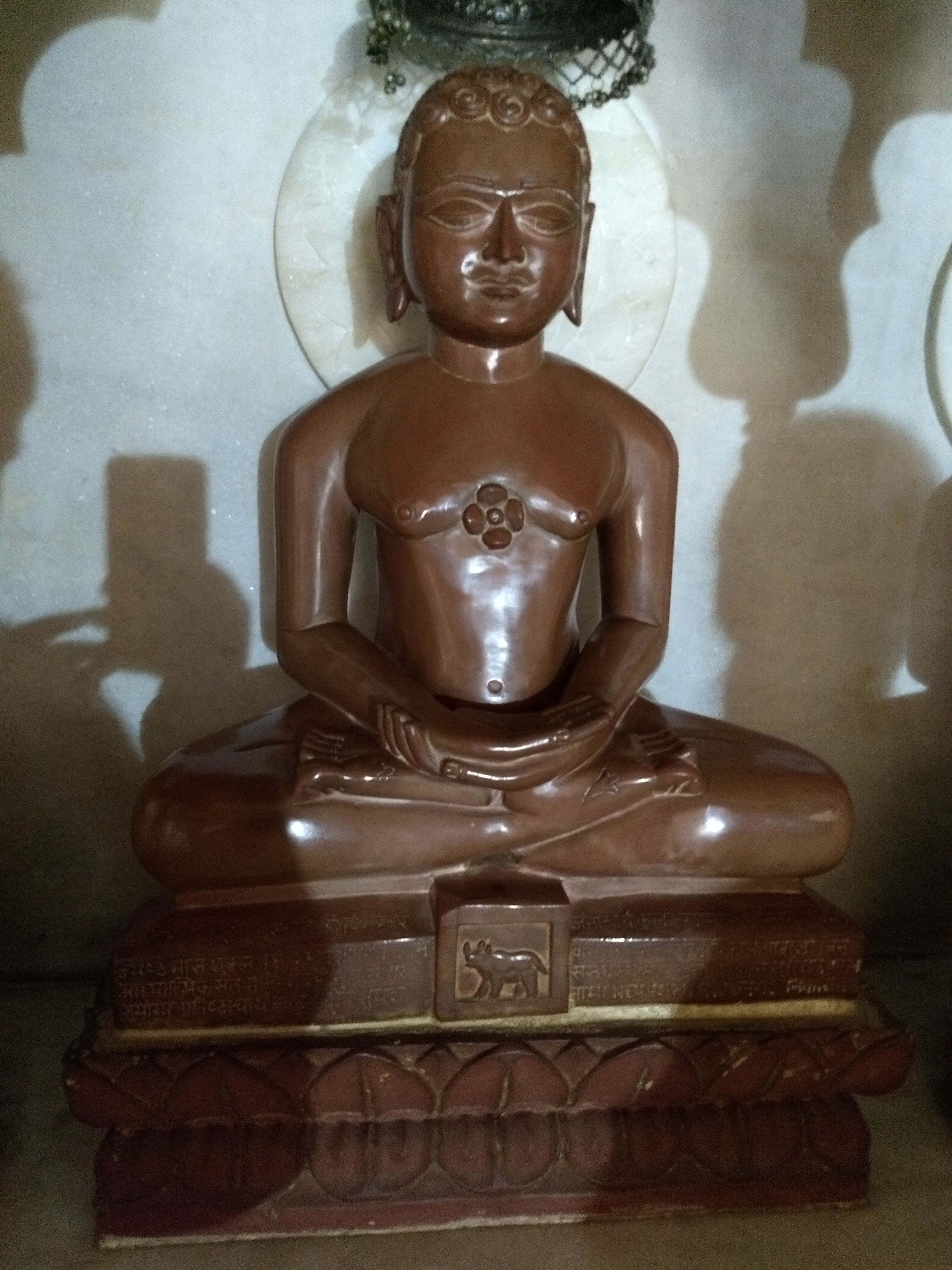
Estatua de Shreyansanath.

Shreyansanath fue el undécimo Tirthankara jainista de la era actual (Avasarpini). Según las creencias jainistas, se convirtió en un Siddha, un alma liberada que ha destruido todo su karma. Shreyansanatha nació del rey Vishnu y la reina Vishna en Simhapuri, cerca de Sarnath en la dinastía Ikshvaku. Su fecha de nacimiento fue el duodécimo día del mes Falgun Krishna del calendario indio.